# Gottfrid Svartholm
Per Gottfrid Svartholm Warg (født 17. oktober 1984), alias anakata, er en svensk hacker og en af personerne bag BitTorrent-trackeren The Pirate Bay (TPB) som han grundlagde i 2004 sammen med Fredrik "TiAMO" Neij. Svartholm og Neij drev også webhotellet PRQ som blandt andet hoster TPB. Webserveren/Tracksoftwaren Hypercube som bl.a. anvendes på TPB, er lavet af Svartholm.
Gottfrid Svartholm Warg blev den 30. oktober 2014 idømt 3½ års fængsel for at have hacket data fra CPR-registret, Schengen-registret og fire millioner danskeres kørekortnumre fra CSC i det der er kaldt "danmarkshistoriens største hackersag".

## America’s Dumbest Soldiers
Warg gjorde sig internationalt bemærket med hjemmesiden America’s Dumbest Soldiers i begyndelsen af 2000'erne.
På siden kunne man rate døde amerikanske soldater fra Irakkrigen med baggrund i hvor "dum" en måde de døde på.
De amerikanske myndigheder forsøgte at lukke siden ved at presse flere internetleverandører.
Wargs kollega Neij forsvarede siden ved at henvise til ytringsfrihed og parodi.
De valgte dog at lukke siden.

## Svensk hackingsag
Filer på Wargs beslaglagte computer var et vigtigt bevis i forbindelse med en større svenske computercrack-sag hvor mainframe computere hos Logica var angrebet.
Gerningsmænd brød ind på Nordeas hovedcomputer i Danmark og havde overført penge fra konti ejet af Odense Kommune, fagforbundet BUPL og et af Nets datterselskaber.
I sagen blev Warg anholdt i Cambodia den 30. august 2012.
En byret idømte ham to års fængsel for bedrageri og forsøg på bedrageri, men efter appel til Svea hovrätt fik han nedsat sin straf til et års fængsel, da han kun blev dømt med baggrund i indtrængning hos Logica.
Den delvise frifindelse havde baggrund i at Wargs computer var åben således at andre personer på Internettet kunne bruge hans computer.
Anklagemyndigheden var ikke i stand til at bevise at Warg stod bag hackningen.
I sagen skal Hercules emulatoren med z/OS-operativsystemet være brugt.
Programmet var installeret på Svartholms MacBook Pro computer, da han blev arresteret i Cambodja i 2012.
Selve gennembruddet er sket med en sårbarhed i IBM WebSphere Application Server der nu har fået nummeret CVE-2012-5955.
Sikkerhedssystemet opdagede ikke angrebet. Opdagelsen skete af en vågen bruger.
Den 2000-siders store dokumentsamling fra den svenske forundersøgelse er tilgænglig via Wikileaks.

## Dansk hackingsag
Den 6. juni 2013 meldtes han af flere medier anholdt af svensk politi, da han ifølge samme medier mistænktes for at være indblandet i et elektronisk indbrud i det danske politis registre. Det elektroniske indbrud skulle være sket hos politiets it-leverandør CSC i Valby, hvor fire millioner informationer skulle have været hentet, bl.a. e-mail-adresser og kodeord for 10.000 tjenestemænd og muligvis også flere millioner personnumre fra CPR-registret. Sagen var så alvorlig at Regeringens Sikkerhedsudvalg blev hasteindkaldt Grundlovsdag – dagen før offentliggørelsen.
Med baggrund i den delvise frikendelse i Svea hovrätt i den svenske hackingsag skrev Svartholm i oktober 2013 et åbent brev til justitsminister Morten Bødskov og indenrigsminister Margrethe Vestager, hvor han ønskede at Danmark skulle opgive sagen mod ham. Han beklagede samtidig at hans computer var blevet brugt til hackning.
Danmark begærede ham udleveret fra Sverige og udleveringen skete den 27. november 2013. Dagen efter blev han fremstillet i grundlovsforhør i Retten på Frederiksberg, hvor han blev varetægtsfængslet indtil den 18. december 2013. Han var da sigtet for en række brud på den danske straffelov: §193, §263, stk. 2. og §291, stk. 2. Ved grundlovsforhøret erklærede han sig uskyldig og hævdede at hans computer var blevet overtaget af andre. Svartholm og hans forsvarer Luise Høj valgte at kære kendelsen til Landsretten. Svartholm blev ordinært varetægtsfængslet, men fængslingen blev kritiseret for at have karakter af isolationsfængsling uden dommerkendelse. Han var da fængslet i Politigårdens Fængsel, hvor han havde begrænset samkvem.
I sagen var også en 20-årig dansk mand under efterforskning – han havde siddet varetægtsfængslet siden juni 2013. Den 18. december 2013 fik Svartholm forlænget sin varetægtsfængsling i tre uger. Han blev tidligt i december overført fra Politigårdens Fængsel til Køge Arrest. Anholdelsen og fængslingen af den svenske hacker vakte opmærksomhed i hackerkredse verden over. Således krævede hacker-gruppen Anonymous og manden bag WikiLeaks, Julian Assange, på blandt andet Twitter, svenskeren sat på fri fod.
En international underskriftsindsamling til støtte for Anakata og adresseret til Statsminister Helle Thorning-Schmidt havde i januar 2014 fået over 100.000 underskrifter.
Gottfrid Svartholm Warg fik også støtte fra Piratpartiet i Danmark.
Sagen er kaldt "Nordens største hackerangreb", "principielt vigtig" og ret unik fordi det var en mainframecomputer der var ramt.
Kommentatorer påpegede diverse uregelmæssigheder i retssagen,
og aktivisten Peter Kofod mente at den svenske anklager begik karaktermord.
Et af kritikpunkterne er at en af parterne i sagen (CSC), og ikke politiet, har stået for indhentning af beviser. Et andet kritikpunkt er at politiet ikke har bevist at Svartholms computer ikke blev fjernstyret, men at der tilsyneladende har været omvendt bevisbyrde, at Svartholm tilsyneladende skulle bevise sin uskyld ved at bevise at computeren var fjernstyret. For at undersøge om computeren var blevet fjernstyret så har politiet tilsyneladende undersøgt om programmet psExec var installeret på Svartholms computer, selv om psExec skal være installeret på den computer man fjernstyrer fra, og ikke på den potentielt fjernstyrede (Svartholms) computer.
Gottfrid Warg blev den 30. oktober 2014 ved Retten på Frederiksberg kendt skyldig i hackerangrebet og idømt 3½ år fængsel. Østre Landsret stadfæstede dommen d. 17. juni 2015.